# Meekospiridae
De Meekospiridae zijn een familie van uitgestorven weekdieren uit de klasse van de Gastropoda (slakken).

## Taxonomie
De volgende taxa zijn in de familie ingedeeld:
- Geslacht  † Cambodgia Mansuy, 1914
- Geslacht  † Ceraunocochlis Knight, 1931
- Geslacht  † Meekospira Ulrich, 1897